# Julian Marchlewski
Julian Baltazar Marchlewski (cunoscut și sub pseudonimele „Karski”, „Kujawiak”; n. 17 mai 1866, Włocławek, Polonia — d. 22 martie 1925, Bogliasco, provincia Genova, Liguria, Italia) a fost un funcționar comunist polonez și doctor în economie.
A studiat la Universitatea din Zürich, pe care a absolvit-o în 1896 și în cadrul căreia a obținut titlul de doctor în economie. Soția sa, Rosa Luxemburg, a fost împușcată în 1919. Marchelwski a făcut parte din comitetul central al Partidului Comunist German (KPD).
În 1920 a înființat Comitetul revoluționar temporar comunist din Polonia. Din 1922 a fost lector la Universitatea Comunistă pentru Minoritățile Naționale din Partea de Vest a Țării „Julian Marchlewski” din Moscova.
A murit în 1925 în timpul unei călătorii de odihnă în Italia. A fost incinerat la Berlin; în 1950 cenușa sa a fost transferată în Varșovia.